# Tournoi d'ouverture du championnat de Bolivie de football 2020
Navigation
Tournoi précédent Tournoi suivant
Le tournoi Apertura de la saison 2020 du Championnat de Bolivie de football est le premier tournoi semestriel de la quarante-sixième édition du championnat de première division en Bolivie. Les 14 équipes se rencontrent deux fois en match aller et match retour. Il n'y a pas de relégation à l'issue du tournoi mais les résultats sont conservés pour l'établissement du classement cumulé.
C'est le Club Always Ready qui remporte son premier titre et se qualifie pour la Copa Libertadores 2021.

## Qualifications continentales
Le vainqueur du tournoi Apertura est qualifié pour la Copa Libertadores 2021.

## Déroulement de la saison
Le championnat est suspendu en mars 2020 à cause de la pandémie de Covid-19, le 27 novembre le championnat reprend et se termine le 31 décembre 2020. De ce fait le tournoi de clôture est annulé et le classement du tournoi d'ouverture détermine les qualifications aux compétitions continentales.

## Les clubs participants
- Nacional Potosi
- Club Deportivo Guabirá
- Oriente Petrolero
- Club Bolívar
- Club Blooming
- Club Always Ready
- Club Deportivo San José
- Real Potosí
- The Strongest La Paz
- CD Jorge Wilstermann
- Club Atlético Palmaflor - Promu de D2
- Club Aurora
- Royal Pari FC
- Real Santa Cruz - Promu de D2

## Compétition
Le barème utilisé pour établir le classement est le suivant :
- Victoire : 3 points
- Match nul : 1 point
- Défaite : 0 point

### Classement
| Rang | Équipe                   | Pts | J  | G  | N | P  | Bp | Bc | Diff |
| ---- | ------------------------ | --- | -- | -- | - | -- | -- | -- | ---- |
| 1    | Club Always Ready        | 51  | 26 | 13 | 3 | 7  | 59 | 29 | +30  |
| 2    | The Strongest            | 50  | 26 | 16 | 2 | 8  | 65 | 35 | +30  |
| 3    | Club Bolívar             | 49  | 26 | 15 | 4 | 7  | 60 | 29 | +31  |
| 4    | Royal Pari FC            | 46  | 26 | 14 | 4 | 8  | 42 | 34 | +8   |
| 5    | CD Jorge WilstermannT    | 42  | 26 | 12 | 6 | 8  | 36 | 28 | +8   |
| 6    | Club Deportivo Guabirá   | 42  | 26 | 13 | 3 | 10 | 44 | 43 | +1   |
| 7    | Nacional Potosí          | 39  | 26 | 11 | 6 | 9  | 34 | 35 | -1   |
| 8    | Club Atlético PalmaflorP | 38  | 26 | 11 | 5 | 10 | 29 | 30 | -1   |
| 9    | Club Blooming            | 38  | 26 | 12 | 2 | 12 | 38 | 43 | -5   |
| 10   | Oriente Petrolero        | 30  | 26 | 9  | 3 | 14 | 37 | 51 | -14  |
| 11   | Club Aurora              | 23  | 26 | 6  | 5 | 15 | 26 | 37 | -11  |
| 12   | Real Potosí              | 23  | 26 | 6  | 5 | 15 | 35 | 59 | -24  |
| 13   | Club Deportivo San José  | 23  | 26 | 7  | 4 | 15 | 27 | 52 | -25  |
| 14   | Real Santa CruzP         | 19  | 26 | 6  | 5 | 15 | 36 | 62 | -26  |

|  | Qualification pour la Copa Libertadores 2021 |
|  | T : Tenant du titre P : Promu de D2          |

## Bilan de la saison
| Championnat de Bolivie de football 2020 |                               |
| Champion                                | Club Always Ready (1er titre) |
| Qualifications continentales            |                               |
| Copa Libertadores 2021                  | Club Always Ready             |
| Promotions et relégations               |                               |
| Promus en Primera A                     | aucun                         |
| Relégués en Torneo Simon Bolívar        | aucun                         |